# Mont-Dore
Mont-Dore là một xã trong tỉnh Puy-de-Dôme, thuộc vùng hành chính Auvergne-Rhône-Alpes của nước Pháp, có dân số là 1.682 người (thời điểm 1999).

## Nhân khẩu học
| 1962 | 1968 | 1975 | 1982 | 1990 | 1999 |
| ---- | ---- | ---- | ---- | ---- | ---- |
| 2135 | 2243 | 2216 | 2329 | 1975 | 1682 |